# 泉州南消防組合
泉州南消防組合（せんしゅうみなみしょうぼうくみあい）とは、大阪府泉佐野市、泉南市、阪南市、泉南郡熊取町、田尻町、岬町の3市3町により組織された消防組合である。

## 概要
大阪府が進める消防広域化推進計画では、府内を9ブロックに再編する計画であり、泉佐野市を中心とする泉州南ブロックは協議を重ね、2013年4月1日に泉佐野市消防本部・泉南市消防本部・熊取町消防本部・阪南岬消防組合を統合し泉州南消防組合を設立した。
- 消防本部：泉佐野市りんくう往来北1番地の20
- 消防本部名称：泉州南消防組合 泉州南広域消防本部
- 管内面積：213.71km2
- 職員数：394（2013年4月1日現在）
- 消防署6カ所、分署1カ所、出張所4カ所
- 主力機械（2023年4月Ⅰ日）
  - 普通消防ポンプ自動車：10
  - 水槽付消防ポンプ自動車：6
  - はしご付消防自動車：3　30M級1台・15M級1台・20M級屈折1台
  - 水槽車：1
  - 化学車：2大型1台
  - 救助工作車：2
  - 水難救助車：1
  - 水難救助災害支援車：1
  - 救急自動車：15
  - 大型救急車：1
  - 指揮車：1
  - 司令車：1
  - 事務連絡車：6
  - 広報車：2
  - 査察車：1
  - 連絡車：3
  - 防災広報車：1
  - 資機材搬送車：4
  - 軽貨物車：3
  - 多目的搬送車：1
  - 大型搬送車：1

## 沿革
- 2013年4月1日 泉佐野市消防本部・泉南市消防本部・熊取町消防本部・阪南岬消防組合を統合し泉州南消防組合を設立した。

## 消防署
| 消防署       | 住所                       | 出張所                                                   |
| ------------ | -------------------------- | -------------------------------------------------------- |
| 泉佐野消防署 | 泉佐野市りんくう往来北1-20 | 田尻：泉南郡田尻町大字嘉祥寺385-2                        |
| 空港分署     | 泉南郡田尻町泉州空港中1    |                                                          |
| 市場消防署   | 泉佐野市市場東3-295-6      | 上瓦屋：泉佐野市上瓦屋455-3 日根野：泉佐野市日根野5565-1 |
| 泉南消防署   | 泉南市信達市場2012-1       | 砂川：泉南市信達市場916-1                                |
| 熊取消防署   | 泉南郡熊取町野田1-1-19     | なし                                                     |
| 阪南消防署   | 阪南市黒田264-1            | なし                                                     |
| 岬消防署     | 泉南郡岬町深日1415         | なし                                                     |